# Algérie Poste
Pour les articles homonymes, voir La Poste.
Algérie Poste (en arabe : بريدالجزائر)  est un établissement public à caractère industriel et commercial.    Il conduit d'une part une activité d'opérateur de courrier et d'autre part, une activité d'établissement financier.

## Histoire
Algérie Poste est créé en 2002 à la suite de la réorganisation des Postes, télégraphes et téléphones (PTT). 
En 2007, il lance le paiement électronique avec des cartes à puce de l'entreprise HB Technologies. 
Le 7 décembre 2016, Algérie Poste lance la carte Edahabia qui permet d'effectuer tous types de transactions financières et commerciales via internet, le retrait d'argent dans les distributeurs automatiques GAB et le règlement des achats chez les commerces disposant de TPE. La carte est délivrée aux détenteurs de comptes CCP. 
Le 24 mai 2018, Algérie Poste lance le premier bureau de poste ambulant à l'occasion du mois de Ramadan au niveau de la Promenade des Sablettes à Alger. Le bureau ambulant est installé dans un bus SNVI aménagé spécialement pour Algérie Poste.
Le 30 septembre 2018, lancement du Virement de compte à compte (V-CAC) via le guichet automatique de billets (GAB), sur tous les comptes CCP en temps réel, avec un plafond journalier de 50 000 DA. 
Le 20 octobre 2018, Algérie Poste lance en partenariat avec l'opérateur de la téléphonie mobile Djezzy le service de rechargement électronique de crédit Flexy via les guichets automatiques de billets (GAB) et par internet.
En juin 2019, Algérie Poste lance le service de transfert instantané d'argent entre particuliers. Hawalatic est un service de transfert à travers un mandat électronique sécurisé.
Le 4 décembre 2019, Algérie Poste lance le service Cardless qui permet de retirer l'argent depuis ses GAB sans avoir la carte en main, juste grâce à l'application Baridimob.
Depuis le début de l’année 2020, il est possible d’utiliser sa carte Edahabia dans n’importe quel GAB appartenant à une banque publique ou privée, carte cette dernière vient d’intégrer le Système Inter Bancaire.
Le 21 mars 2021, le président de la République, Abdelmadjid Tebboune ordonne la fermeture des comptes commerciaux et l'interdiction de leur ouverture au niveau d'Algérie Poste à l'exception des commerçants des régions du Sud qui ne disposent pas d'agences bancaires.

## Activités

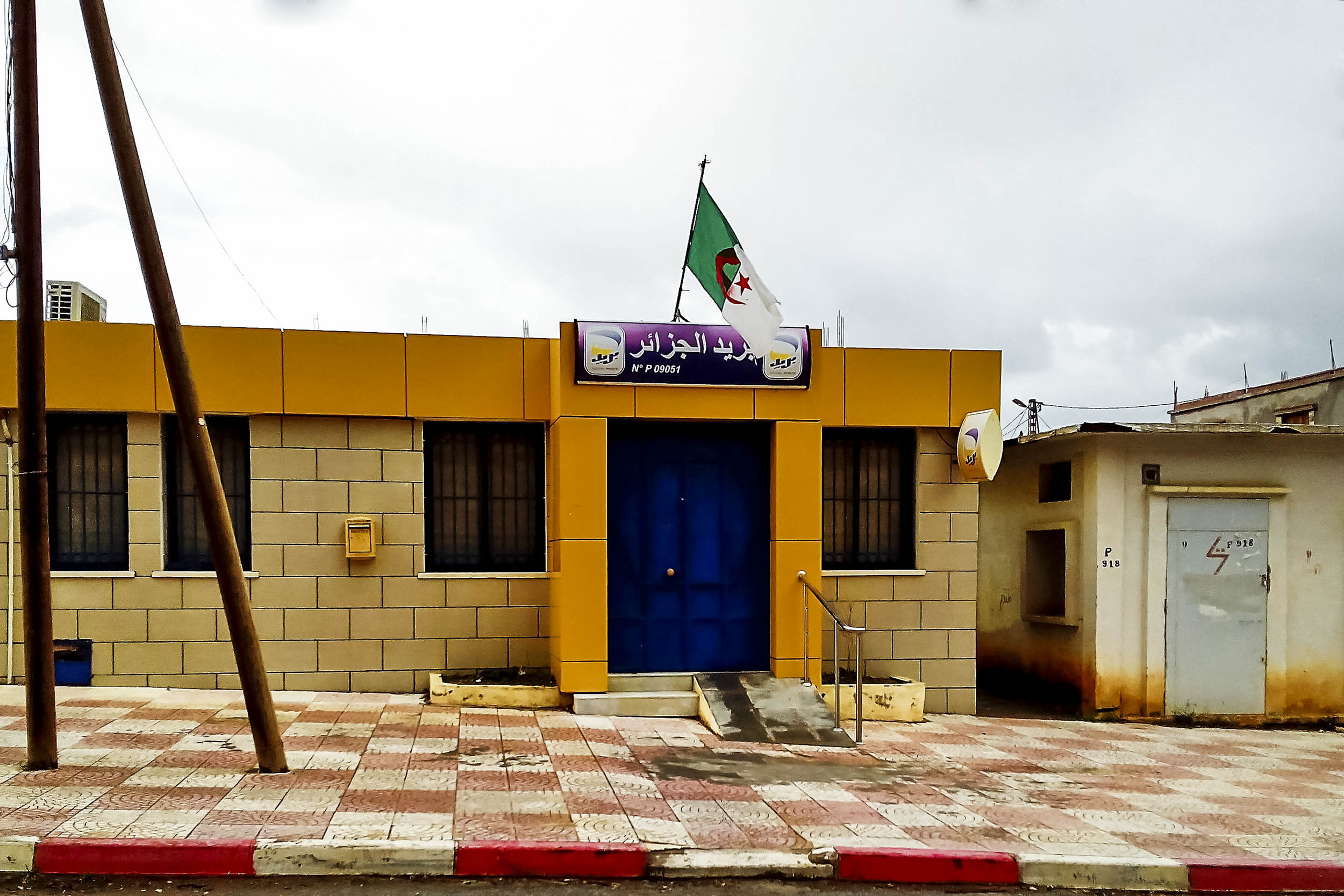
Bureau d'Algérie Poste

Elle se charge de l'envoi de courriers, de colis en Algérie et dans le monde entier. L'acheminement du courrier de particuliers ou des entreprises peut être suivi en accusé de réception, soit en colis express soit au tarif normal. Algérie Poste travaille en collaboration avec les autres groupes internationaux de postes. En 2016, 215 millions d'objets ont été traités. 
Algérie Poste gère près de 23 millions de comptes postaux, dont 5 millions de détenteurs disposant de cartes de paiement électronique. En 2023, selon le ministre de la Poste et des Télécommunications, Karim Bibi Triki, Algérie Poste avait enregistré 12 millions de titulaires de la carte Edahabia, contre moins de 6 millions de titulaires en 2020. Le nombre de paiements électroniques, par le biais de cette carte, a dépassé 50 millions d’opérations en 2023, contre 5 millions d’opérations en 2020.
En 2020, année de la pandémie du covid-19, le chiffre d'affaires d'Algérie Poste a reculé de 9,7% par rapport à 2019, pour atteindre 10,86 milliards de dinars, soit l’équivalent de 690 millions d’euros.
Quant à Baridimob, plus de 13 millions d’opérations de paiement électronique ont été effectuées via l’application durant les 5 premiers mois de 2023. Le ministère de la Poste et des Télécommunications a prévu l’enregistrement de 32 millions d’opérations sur toute l'année 2023, en hausse de 65% sur un an. Face à cet engouement, le plafond des virements financiers de compte à compte via l’application BaridiMob (ainsi que les guichets automatiques) a été relevé. Il est passé de 50.000 dinars algériens à 200.000 DA.

## Réseau

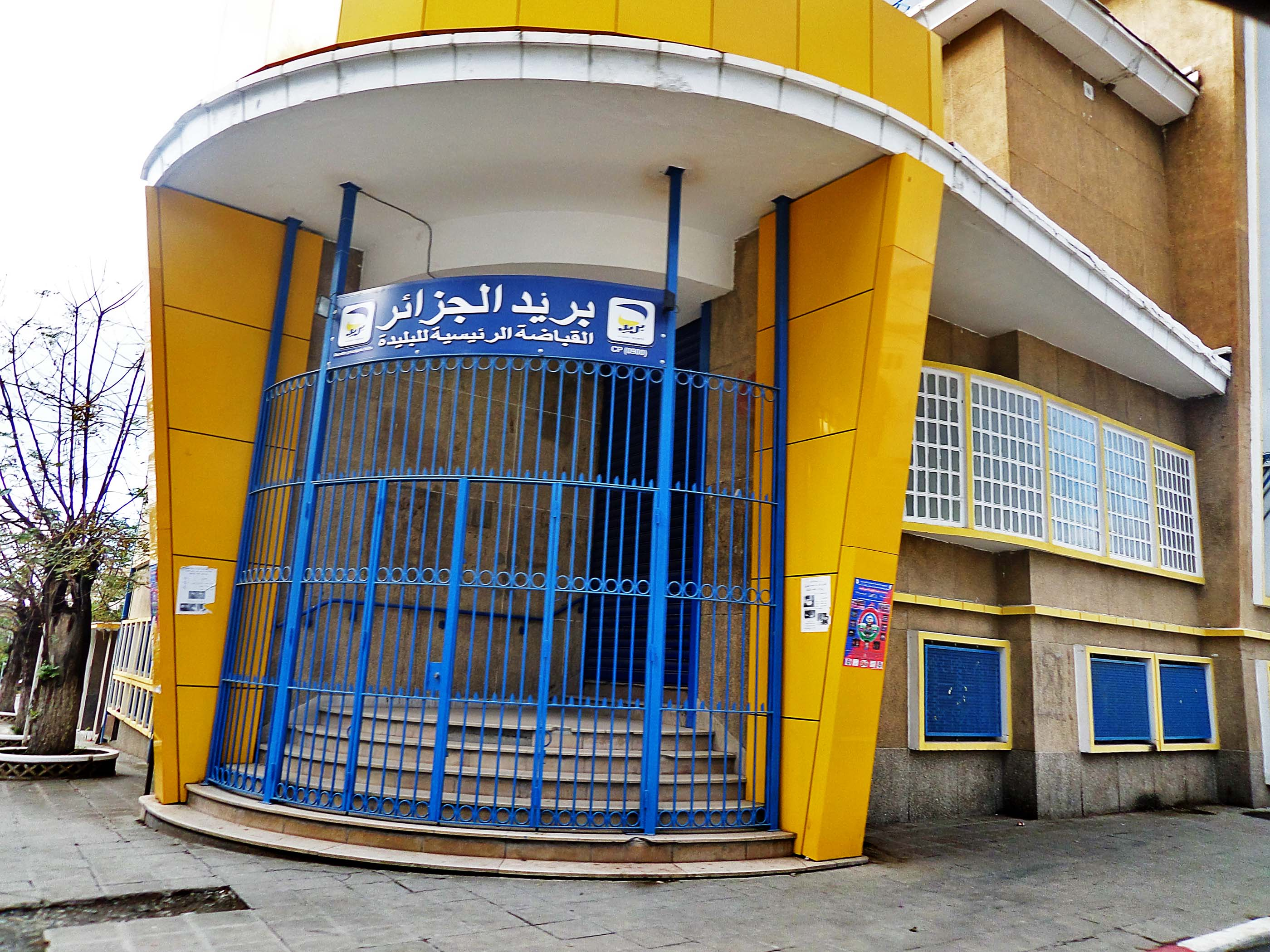
Bureau d'Algérie Poste à Blida

Algérie Poste dispose de 3 357 bureaux de poste et 10 661 guichets. Ce chiffre est passé à 4 245 bureaux de poste en 2024 ainsi que 1 993 distributeurs automatiques de billets (contre 1 400 distributeurs en 2020).

## Principales filiales
- EMS Champion Post Algeria

## Identité visuelle et slogan

### Identité visuelle

Logo de l'Algérie Poste depuis 2008.

## Gouvernance

### Dirigeants de l'entreprise
- Sayah Nacer (2015-2017)
- Abdelkarim Dahmani (juillet 2017 - septembre 2020)[17]
- Baya Hanoufi (2 septembre 2020 - février 2022) (intérim)[18]
- Louaï Zidi depuis février 2022
- Mohammed Tazir Mars2025